# I Fatebenefratelli

I Fatebenefratelli in una scena del film Celebrità (1981)

I Fatebenefratelli erano un duo comico cabarettistico napoletano che ha avuto un momento di notorietà all'inizio degli anni ottanta. Il duo si è sciolto con la morte di Luigi "Gigi" Imperatrice.

## Storia
Il duo era formato dai due fratelli Edo (Edoardo) e Gigi (Luigi) Imperatrice (secondo e quarto di nove fratelli), figli d'arte perché il padre era un autore e attore di commedie in napoletano.
Si trasferirono a Torino (città dove vivranno per ventun anni) ed iniziarono ad esibirsi in vari locali in tutta Italia, finché non vennero scoperti da Marcello Marchesi, che li fece debuttare in radio in Fratelli d'Italia; scelgono il nome d'arte Fatebenefratelli su suggerimento di Maurizio Seymandi.
Hanno lavorato poi spesso con il Bagaglino, insieme ad Oreste Lionello, Leo Gullotta ed Anna Mazzamauro.
Sono stati tra i primi a lavorare su Telediffusione Italiana Telenapoli, uno dei primi canali televisivi privati italiani.
Dopo due apparizioni cinematografiche insieme a Nino D'Angelo e diretti da Ninì Grassia, vennero chiamati da Renzo Arbore per interpretare i due comici di Tele Ottaviano in "FF.SS." - Cioè: "...che mi hai portato a fare sopra a Posillipo se non mi vuoi più bene?" nel 1983; due anni dopo li fa partecipare a Quelli della notte.
Hanno lavorato in seguito in molti altri programmi sulla Rai, da Domenica in a Pronto, Raffaella?, con Raffaella Carrà.
Negli anni novanta hanno anche pubblicato alcuni libri comici.
Hanno partecipato ad alcune edizioni di Napoli prima e dopo, programma televisivo di cui sono tra gli autori
Il 5 settembre 2020 muore Luigi "Gigi" Imperatrice, ponendo fine al duo comico.

## Filmografia parziale
- Celebrità, regia di Ninì Grassia (1981)
- Lo studente, regia di Ninì Grassia (1982)
- "FF.SS." - Cioè: "...che mi hai portato a fare sopra a Posillipo se non mi vuoi più bene?", regia di Renzo Arbore (1983)
- Così parlò Bellavista, regia di Luciano De Crescenzo (1984)
- Una banda di matti in vacanza premio, regia di Ninì Grassia (1988)

## Televisione
- Tutto compreso (1981)